# Rodolfo Bantas Bispo
Rodolfo Bantas Bispo (Santos, Brasil, 23 de octubre de 1982) es un exfutbolista y entrenador brasileño.

## Selección nacional
Ha sido internacional con la Selección de fútbol de Brasil Sub-23.

## Clubes
| Club             | País    | Año       |
| ---------------- | ------- | --------- |
| Fluminense       | Brasil  | 2001-2004 |
| Dinamo de Kiev   | Ucrania | 2004-2006 |
| Lokomotiv Moscú  | Rusia   | 2007-2011 |
| Grêmio           | Brasil  | 2011      |
| Lokomotiv Moscú  | Rusia   | 2011      |
| CR Vasco da Gama | Brasil  | 2012-2014 |
| Ajmat Grozni     | Rusia   | 2015-2019 |

## Palmarés

### Campeonatos nacionales
| Título             | Club               | País    | Año  |
| ------------------ | ------------------ | ------- | ---- |
| Campeonato Carioca | Fluminense         | Brasil  | 2002 |
| Copa de Ucrania    | FC Dinamo de Kiev  | Ucrania | 2005 |
| Copa de Ucrania    | FC Dinamo de Kiev  | Ucrania | 2006 |
| Copa de Rusia      | Lokomotiv de Moscú | Rusia   | 2007 |